# Mark Finley
Mark A. Finley (1945, Norwich, Connecticut) es un Pastor adventista estadounidense, conocido por ser el exdirector y orador de It is Written (Escrito está), un ministerio independiente de la Iglesia Adventista del Séptimo Día, en el periodo 1994-2004. En este cargo viajó alrededor del mundo como televangelista, visitando países como Rusia, en donde, a causa de su campaña evangelística, el parlamento ruso aprobó una ley para prohibir la predicación de grupos religiosos extranjeros. También ha servido en el cargo de vicepresidente de la Asociación General de los Adventistas del Séptimo Día en el periodo 2005-2010 y como asistente del presidente de la Asociación General en el periodo 2010-2015. Además, ha escrito más de 70 libros, así como numerosas presentaciones de seminarios, importantes series evangelísticas, manuales de enseñanza, y artículos en revistas. Contribuye activamente en la Revista Adventista y la Adventist World, publicaciones oficiales de la iglesia.
Fue el primer Pastor Adventista en conducir una serie de campañas evangelísticas vía satélite en 1995, las que fueron conocidas con el nombre de NET '95. La evangelización es donde se destaca, llegando a presentar más de 150 reuniones evangelísticas, en 80 países del mundo.
Finley, está casado con Ernestine «Teenie» Finley, con quien tuvo tres hijos Débora, Rebeca, y Mark Jr.
Dentro de la Iglesia Adventista Finley es reconocido por estar en contra de la Ordenación de mujeres como pastoras, un tema controversial dentro de la denominación.

## Libros
A continuación se presentan algunos de los libros escritos por Finley:
- 2000 and Beyond.
- End Time Living.
- The Next Superpower.
- Satisfied.
- Solid Ground.
- Studying Together.
- Thirteen Life-Changing Secrets.
- Revelations' Predictions for a New Millenium.
- What my parents did right.
- Revive us again.
- Padded Pews or Open Doors.
- End Time Hope.[7]

Libros en coautoria con Steven R. Mosley
- A Religion that Works.
- Confidence Amid Chaos.
- Faith Against the Odds.
- Jerusalem Showdown.
- Hope for a New Century.
- Looking for God in all the Wrong Places.
- Questioning the Supernatural.
- Revelation's Three Most Wanted.
- Unshakable Faith.
- When Faith Crumbles.
- Why So Many Denominations?[7]

Libros en coautoria con George Vandeman, el fundador de Is It Written:
- The Overcomers.[7]